# Татосян, Гарри
Гарри Татосян (англ. Harry G. Tatosian; 15 августа 1892, Харпут, Османская империя — 1976, США) — американский изобретатель армянского происхождения, создал машину для сворачивания вафельных рожков для мороженного и ряд других устройств в пищевой промышленности. Сооснователь компании Old London Foods.

## Биография
Гарри Татосян родился недалеко от Харпута в 1892 году и приехал в Америку в 1909 году.

### Изобретения
Аппарат для приготовления тоста Мельба (тоненький ломтик поджаренного хлеба, патент US2349583A), машина для формирования и укладки конусов мороженого (US1804039A), машина для скручивания рожков мороженого (US1576011A), машина для изготовления и формовки тортов (US2321634A), способ приготовления тостов Мелба (US2349582A), железное изделие (iron) для выпечки тортов (US2029448A), аппарат для приготовления тостов (US2514977A), машина для выпечки сахарных рожков (US1540041A), железное изделие (iron) для выпечки и стриппер (US1936649A), устройство для переноса тортов (US2722178A), машина для скручивания рожков мороженого (второй патент, US1440851A), машина для изготовления сахарных рожков (US2213727A), хлеборезка с нескончаемым ленточным лезвием (US2569545A), машина для мороженого (US1765464A), дизайн для кондитерского конуса (USD64482S), машина для изготовления и формовки тортов (CA413727A). 

### Машина для скручивания рожков для мороженого
Вафельные рожки сворачивали вручную до 1912 года, когда, по утверждению историков, Фредерик Брукман (Frederick Bruckman) изобрёл машину для сворачивания трубочек. В 1923 году Гарри Татосяну (Harry G. Tatosian) выдан патент США на машину для сворачивания рожков для мороженого, а в 1924 году — Карлу Тейлору (Carl R. Taylor) на машину, которая работала совместно с автоматом по выпечке вафель и сворачивала конусы из горячих вафель, попутно охлаждая их.